# Naufrages
Pour les articles homonymes, voir Naufrage (homonymie).
Naufragios
La Relación que dio Alvar Núñez Cabeza de Vaca de lo acaescido en las Indias en la armada donde iba por Gobernador Pánfilo de Narvaez (Voyages, relations et mémoires originaux pour servir à l’histoire de la découverte de l’Amérique), plus tard appelée Naufragios (Naufrages) est le récit des sept années d’errance autour du golfe du Mexique qu’Álvar Núñez Cabeza de Vaca écrivit au roi Charles Quint à son retour en Espagne en 1537 et publia en 1542.

## Résumé
La pagination utilisée réfère à l’édition Actes Sud de 1999.

### L'échec de l'expédition
(1999, p. 43-87)
Cinq navires et six cents hommes partent de Saint-Domingue, subissent plusieurs avaries sur les côtes de Cuba et de Floride. Le gouverneur prend la décision de renvoyer les navires chercher de l'aide à Cuba, décision à laquelle Cabeza de Vaca montre son opposition pour se dédouaner devant Charles Quint. Les navires ne reviendront pas mais l'expédition s'enfonce dans les terres vers les Apalaches réputées pour leurs richesses, avant de revenir sur les côtes dans l'idée de rejoindre les navires. L'expédition, affamée, fait plusieurs coups de main sur des villages indiens qui les harcèlent en retour. 
Arrivés à la côte, ils veulent longer vers l'ouest la côte, mais celle-ci est régulièrement coupée par de larges embouchures de fleuves et les hommes décident donc de fabriquer eux-mêmes des embarcations, « calfatées avec l'étoupe tirée des palmistes [enduites] d'une poix de goudron qu'un Grec, appelé don Teodoro, tira de certains pins » (1999, p. 69). « Avec les étriers, les éperons, les arbalètes et les autres choses en fer qu'il y avait, nous décidâmes de faire les clous, scies, haches et autres outils qui nous faisaient tant besoin […] ; de la robe des palmistes et des queues et des cuirs des chevaux nous fîmes des cordes et des agrès, de nos chemises des voiles, et des sabines qui poussaient là nous fîmes des cordes » (1999, p. 69). Finalement, ils partent de cette « baie des chevaux », nommés en l'honneur des chevaux tous mangés pour la subsistance des membres d'équipage.
Les cinq barques d'une cinquantaine d'hommes poursuivent alors leur route, mais sont bientôt dispersées.

### Errance, esclavage et commerce
(1999, p. 88-135)
Les hommes sont dispersés et se retrouvent parfois, au gré des événements ; accueillis par les Indiens, ils en deviennent bientôt les hommes à tout faire et sont régulièrement battus, particulièrement sur l'île de Mal Hado. Cabeza de Vaca s'enfuit et parvient à s'établir en trafiquant entre les différentes tribus. Il décrit les différences entre les tribus de plus en plus précisément et son œuvre constitue un témoignage précieux d'ethnologie.

### Le cortège des guérisseurs et le retour en Nouvelle-Espagne
(1999, p. 135-183)
Le groupe des quatre rescapés qui s'était constitué, après s'être enfui et avoir soigné un malade (1999, p. 116), voit sa réputation grandir parmi les Indiens. Ils sont alors considérés comme des guérisseurs, des fils du soleil et sont accompagnés triomphalement sur leur parcours dans les montagnes du Mexique. Une curieuse pratique se met en place : la tribu qui a accueilli les quatre « chrétiens » leur fait une escorte jusqu'au prochain village, même ennemi, et les annonce ; à leur arrivée, ils sont autorisés à piller tout ce qu'ils veulent et repartent dans leur village. Les nouveaux hôtes feront de même avec la tribu voisine. Les quatre rescapés se prêtent à cette cérémonie perpétuellement renouvelée en soignant comme ils peuvent les malades, en les bénissant au nom du Christ et attribuant les miracles qui parfois ont lieu au Dieu chrétien ; Cabeza se décrit comme un pacificateur, puisque son cortège permet la réconciliation des tribus ennemies et l'échange de biens (selon le système du don).
Au moment d'approcher des territoires de la Nouvelle-Espagne, les populations indiennes, qui ont fui dans la montagne devant les Espagnols et se laissent parfois mourir sur place, continuent de les accueillir comme des hommes aux pouvoirs supérieurs. Cabeza de Vaca montre que la bonne volonté des Indiens doit être encouragée et condamne les actes brutaux et l'esclavagisme de fait des colons espagnols.
Finalement, les quatre rescapés parviennent à Compostela ; ils incitent les Indiens à revenir cultiver en sécurité leurs plaines et sont obéis en cela. Arrivés enfin à Mexico, ils repartent pour l'Espagne.

## Éditions en français
- Álvar Núñez Cabeza de Vaca (trad. de l'espagnol par Henri Ternaux-Compans), Voyages, relations et mémoires originaux pour servir à l’histoire de la découverte de l’Amérique [« Naufragios : La relacion y commentarios del governador Alvar nuñez cabeça de vaca, de lo acaescido en las dos jornadas que hizo a las Indias »], Paris, Arthus-Bertrand, 1837, 298 p. (lire sur Wikisource).
- Cabeza de Vaca, Naufrages et relation du voyage fait en Floride. Commentaires de l'adelantado et gouverneur du Rio de la Plata, Fayard, 1980, 383 p.
- Cabeza de Vaca, Relation de voyage, Actes Sud, 1999, 227 p. (ISBN 2-7427-0289-X).

## Cinéma
- Le réalisateur mexicain Nicolás Echevarría a adapté à l'écran le récit d'Álvar Nuñez Cabeza de Vaca en 1991. Le film, appelé Cabeza de Vaca, est sorti en décembre 2010 sur les écrans français.